# Konkolniki (gmina)
Konkolniki – dawna gmina wiejska w powiecie rohatyńskim województwa stanisławowskiego II Rzeczypospolitej. Siedzibą gminy były Konkolniki.
Gminę utworzono 1 sierpnia 1934 r. w ramach reformy na podstawie ustawy scaleniowej z dotychczasowych gmin wiejskich: Bybło, Chochoniów, Dytiatyn, Jabłonów, Konkolniki, Podszumlańce, Skomorochy Stare, Słoboda Konkolnicka i Zagórze Konkolnickie.
Pod okupacją niemiecką w Polsce zniesiona; włączona częściowo do nowej gminy Skomorochy Stare.
Po II wojnie światowej obszar gminy został włączony do Ukraińskiej SRR.